# Mystery to Me
Mystery to Me este al optulea album de studio al formației rock britanice Fleetwood Mac, lansat în octombrie 1973. Acesta a fost ultimul lor album cu Bob Weston. Majoritatea cântecelor au fost compuse de Bob Welch și Christine McVie, care jucau un rol important în adoptarea de către formație a unui sunet pop care le va aduce un succes major câțiva ani mai târziu. Deși albumul a avut parte de vânzări modeste și nu a produs niciun hit, "Hypnotized" a fost frecvent difuzată la posturile de radio timp de mulți ani. Albumul a primit certificarea Discul de Aur în 1976.

## Origine
Albumul a marcat sfârșitul unei ere pentru Fleetwood Mac din două motive: a fost ultimul lor album înregistrat în Anglia, precum și ultimul lor album, până la Behind the Mask din 1990, în care formația a avut doi chitariști. La fel ca și în cazul albumului precedent, Penguin, formația a închiriat studioul mobil Rolling Stones Mobile Studio și l-a dus la casa lor comunală Benifold din Hampshire pentru a înregistra albumul. Lui Dave Walker i s-a cerut să plece de la sesiunile de înregistrări și niciuna dintre contribuțiile sale nu a ajuns pe albumul final.

## Turneu
În timpul turneului american al formației din 1973 au avut o apariție la Midnight Special dar în timpul turneului a devenit clar că Bob Weston avea o relație cu soția lui Mick Fleetwood, Jenny. Deși Fleetwood a încercat să continue să cânte cu Weston, lăsând la o parte relațiile extraconjugale, a devenit clar că trebuia făcut ceva și după un concert din Lincoln, Nebraska le-a spus soților McVie și lui Welch că nu mai poate cânta cu Weston în formație. John Courage, managerul de turneu al formației, l-a dat afară pe Weston și l-a pus pe un avion înapoi spre Anglia. Deoarece turneul a fost finalizat mai devreme, formația s-a întors în Anglia pentru a da vestea managerului lor, Clifford Davis, care a fost atât de furios încât a trimis alți muzicieni să susțină turneul sub numele de Fleetwood Mac, susținând că el deține drepturile asupra numelui.

## Tracklist
1. "Emerald Eyes" (Welch) - 3:37
2. "Believe Me" (C. McVie) - 4:06
3. "Just Crazy Love" (C. McVie) - 3:22
4. "Hypnotized" (Welch) - 4:48
5. "Forever" (Weston, John McVie, Welch) - 4:04
6. "Keep on Going" (Welch) - 4:05
7. "The City" (Welch) - 3:35
8. "Miles Away" (Welch) - 3:47
9. "Somebody" (Welch) - 5:00
10. "The Way I Feel" (C. McVie) - 2:46
11. "For Your Love" (Graham Gouldman) - 3:44
12. "Why" (C. McVie) - 4:56

## Personal
Fleetwood Mac
- Bob Welch - chitară, chitară bas, voce
- Bob Weston - chitară, voce de fundal
- Christine McVie - claviaturi, voce
- John McVie - chitară bas
- Mick Fleetwood - tobe, percuție

Personal suplimentar
- Richard Hewson - aranjament coarde

Producție
- Fleetwood Mac și Martin Birch - producători
- Martin Birch - inginer de sunet
- Desmond Majekodunmi, Paul Hardiman - ingineri asistenți
- Modula - ilustrație copertă
- Clive Arrowsmith - fotografie